# Aaron Becker

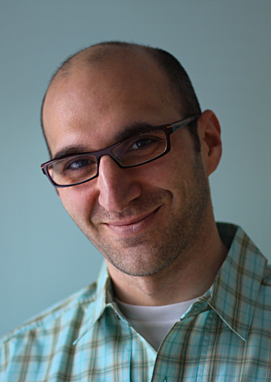
Aaron Becker

Aaron Becker (* 1974 in Baltimore, Maryland, USA) ist ein US-amerikanischer Autor und Illustrator von Kinderbüchern und Kinderfilmen.

## Leben
Becker schloss 1996 das Pomona College in Claremont (Kalifornien) ab. Er arbeitet und lebt heute in Amherst in Massachusetts in den USA. Bevor er als Autor von Kinderbüchern bekannt wurde, war er als Zeichner für eine Reihe von gezeichneten Kinderfilmen tätig. Zu diesen gehörten z. B. 2004 The Polar Express, 2006 Cars und Monster House, 2007 Die Legende von Beowulf und 2009 Disneys Eine Weihnachtsgeschichte.
Beckers zwei erste Kinderbücher  Journey (de: Die Reise), ein Buch ohne Worte, und Quest wurden jeweils preisgekrönt.

## Preise und Auszeichnungen
- 2014: Caldecott Honour für Journey.
- 2015: Auswahlliste für die Caldecott Medal für Quest.
- 2015: LesePeter April 2015 für Die Reise.
- 2015: Kröte des Monats Juli und August für Die Reise.

## Veröffentlichungen
- Journey. Candlewick Press, Somerville, Massachusetts, USA 2013, ISBN 978-0-76366-053-6.
  - deutsch: Die Reise. Gerstenberg Verlag, Hildesheim 2015, ISBN 978-3-8369-5784-7.[1]
- Quest. Candlewick Press, Somerville, Massachusetts, USA 2014, ISBN 978-0-76366-595-1.
  - deutsch: Die Suche, Gerstenberg Verlag, Hildesheim 2016
- Return. Candlewick Press, Somerville, Massachusetts, USA 2016, ISBN 978-0-7636-7730-5
  - deutsch: Die Rückkehr, Gerstenberg Verlag, Hildesheim 2017, ISBN 978-3-8369-5953-7
- A Stone for Sascha. Candlewick Press, Somerville, Massachusetts, USA 2018, ISBN 9780763665968
- You are light. Candlewick Press, Somerville, Massachusetts, USA 2019
- My favourite colour. I can only pick one? Candlewick Press, Somerville, Massachusetts, USA 2020
- The Tree and the River. Candlewick Press, Somerville, Massachusetts, USA 2023, ISBN 978-1-5362-3189-2
  - deutsch: Der Baum und der Fluss, Gerstenberg Verlag, Hildesheim 2024, ISBN 9783836962933

- The Last Zookeeper. Candlewick Press, Massachusetts, USA 2024, ISBN 9781536227680